# Andreas Mand
Andreas Mand (Duisburg, 14 december 1959) is een Duitse hedendaagse schrijver en een singer-songwriter van rockmuziek. Hij is een van de vertegenwoordigers van de Duitse populaire literatuur.

## Biografie
Mand werd geboren als de tweede zoon van een predikant. Hij studeerde Mediastudies aan de Universiteit Osnabrück en kreeg de titel Magister.
Andreas Mand maakte in 1982 zijn debuut met zijn boek Haut ab. Ein Schulaufsatz, een realistische roman. Zijn latere werk bestaat voornamelijk uit romans, hoewel de genreaanduiding altijd losjes wordt geïnterpreteerd. De (anti-)held van het debuut, Paul Schade, staat ook centraal in andere boeken, in volgorde van het moment, bijvoorbeeld: Kleinstadthelden (1996), Das rote Schiff (1994), Paul und die Beatmaschine (2006) en Vaterkind (2001).
De hoofdpersonen in de onvoltooide serie zijn tieners en jongvolwassenen. Ten tijde van het schrijven behoorde Mand zelf tot deze leeftijdsgroep en later vermeed hij elke pedagogische ondertoon.
De meeste romans van Mand werden gepubliceerd door onafhankelijke uitgevers. Sommige details van zijn avontuurlijke publicatiegeschiedenis kunnen daaruit worden afgeleid. Mand werd beroemd met zijn jeugdroman Grovers Erfindung (1990), later uitgebreid met Grover am See (1992). Der Traum des Konditors (1992) is een romanachtige studie over een voordrachtskunstenaar, samengesteld uit historisch bronmateriaal. Innere Unruhen (1984), Peng. Filmerzählung (1994) en Schlechtenachtgeschichte (2005) zijn experimentele boeken.
Van 1984 tot 1989 interpreteerde hij zijn eigen teksten als zanger in zijn band en in 2007 bracht hij de demo-cd Eine kleine Feile uit met popmuziek die vandaag de dag waarschijnlijk zou worden gecategoriseerd als Hamburgse School.

## Werken
(In chronologische volgorde)
Boeken
- Haut ab. Ein Schulaufatz. (Verdwijnt! Een opstel.), Nemo Press, Hamburg 1982, ISBN 3-922513-09-3.
- Innere Unruhen. Roman (Interne Onrust.), Kellner-Verlag, Hamburg 1984, ISBN 3-922035-27-2.
- Grovers Erfindung. Roman(Grovers Uitvinding.), List-Taschenbuchverlag, München 2000, ISBN 3-612-65032-7.
- Grover am See. Roman (Grover aan het meer.), 2. Aufl. MaroVerlag, Augsburg 1993, ISBN 3-87512-213-5.
- Der Traum des Konditors. (De droom van de Suikerbakker.), Unabhängige Verlagsbuchhandlung, Berlin 1992, ISBN 3-86172-029-9.
- Peng. Filmerzählung. (Peng. Filmverhaal.), Edition Solitude, Stuttgart 1994, ISBN 3-929085-13-5.
- Das rote Schiff. Roman (De rode schip.), MaroVerlag, Augsburg 1994, ISBN 3-87512-225-9.
- Kleinstadthelden. Roman (Gemeente Heroes.), Ammann Verlag, Zürich 1996, ISBN 3-250-10292-X.
- Das Große Grover Buch. Roman (De grote Boek Grover.), Ammann Verlag, Zürich 1998, ISBN 3-250-60016-4.
- Vaterkind. Roman (Vader het Kind.), Residenz-Verlag, Salzburg 2001, ISBN 3-7017-1262-X.
- Schlechtenachtgeschichte. Roman (Slechte Bedtijd Verhaal.), MaroVerlag, Augsburg 2005, ISBN 3-87512-272-0.
- Paul und die Beatmaschine. Roman (Paul en de Beat Machine.), MaroVerlag, Augsburg 2006, ISBN 978-3-87512-278-7.
- Der zweite Garten. (De Tweede Tuin.), MaroVerlag, Augsburg 2015, ISBN 978-3-87512-471-2.[2]

CD
- Eine kleine Feile. (Een kleine Vijl) 1984–89. (Tekst en Gezang: Andreas Mand) MaroVerlag, Augsburg 2007, ISBN 978-3-87512-906-9.[3]
- Siebenkäs Liedjes (Siebenkäs-Lieder), gebaseerd op de roman Siebenkäs van de auteur Jean Paul. (Demo, 2 Muziekcassettes), 1998.[4]

Toneel
- Das Grover Spiel. Proberaum Ewigkeit. (Het Grover Spel. Repetitiepodium Eeuwigheid), MaroVerlag, Augsburg 2010, ISBN 978-3-87512-289-3.

Prijzen
- 1992 Nederrijnse Literatuurprijs
- 1996 genomineerd voor de Ingeborg Bachmann Prijs (literatuurprijs)[5]
- 2000 Stadsschrijver in Minden

- Bibliothèque nationale de France: cb122928904 (data)
- Gemeinsame Normdatei: 115806040
- International Standard Name Identifier: 0000 0000 8079 0065
- Library of Congress Control Number: nr93019228
- Nederlandse Thesaurus van Auteursnamen: 069492360
- Système universitaire de documentation: 060238461
- Virtual International Authority File: 74542
- WorldCat: E39PBJrRh9hJYyD6H4Dc68Kcfq